# Kochi
Kochi (in malayalam കൊച്ചി; AFI: koˈʧːi), precedentemente nota come Cochin, è una città situata nello Stato federale indiano del Kerala. È uno dei porti marittimi principali della nazione ed è situata nel distretto di Ernakulam, a circa 220 km a nord della capitale dello Stato, Thiruvananthapuram. Ha una popolazione stimata in circa 600 000 abitanti, che aumenta fino a 1,5 milioni considerando l'area urbana; è la seconda città per dimensioni del Kerala, dopo la capitale.
Fin dall'undicesimo secolo, la città era sede del Regno di Cochin; chiamata La regina del mare arabico, Kochi fu un importante centro per il commercio delle spezie sulla costa di questo mare. In molti degli scritti lasciatici da mercanti e viaggiatori dell'epoca, troviamo riferimenti a questa città, chiamata ora Cocym, ora Cochym; talvolta Cochin e altre volte Cochi. Occupata dai Portoghesi nel 1503, fu il primo centro colonizzato dagli Europei nel subcontinente indiano; divenne la capitale dell'India Portoghese fino al 1530, quando questo titolo fu trasferito a Goa. In seguito, la città cadde prima sotto il controllo degli olandesi, poi sotto il regno di Mysore, infine sotto l'egemonia britannica. Quando l'India raggiunse l'indipendenza, nel 1947, Kochi aderì alla neonata Federazione Indiana.
Dall'indipendenza dell'India fino all'inizio degli anni 2000, la città attraversò un periodo di stagnazione economica; l'industria informatica prese piede nel 2003, rilanciando così un'economia precaria, e rendendo Kochi quasi in grado di condividere il primato di città tecnologica con la capitale Thiruvananthapuram, nella quale il settore era già consolidato da tempo. Come buona parte delle grandi città dei Paesi in via di sviluppo, Kochi affronta continuamente il problema della congestione del traffico e il degrado ambientale. A differenza della capitale del Kerala, sono presenti diverse baraccopoli.
Varie ondate migratorie nel corso della storia hanno reso la città un fertile centro culturale, riuscendo a conservare la sua eredità coloniale e tradizionale nonostante il tumultuoso sviluppo degli ultimi anni.

## Geografia fisica

### Aspetti fisici

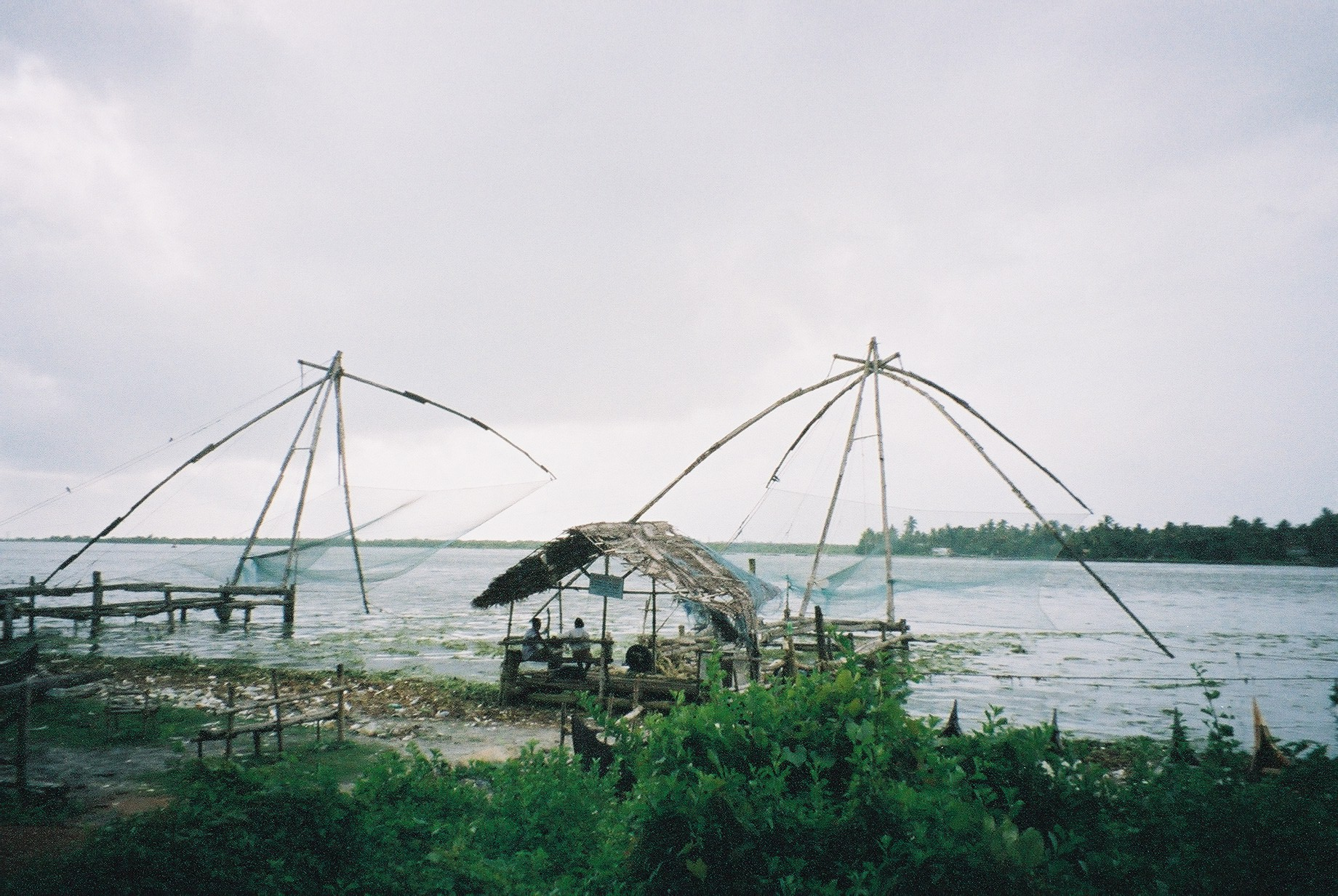
Strutture per la pesca nella laguna

Kochi è localizzata sulla costa sud-ovest dell'India, all'estremità settentrionale di una penisola lunga 19 km e larga 1,5 km. Verso ovest, si apre il Mare arabico, su cui confluiscono, ad est, i fiumi che si originano tra i monti dei Ghati Occidentali.
L'area urbana, di notevole estensione, occupa, oltre al settore storico di Kochi, anche la grande città continentale di Ernakulam, più le città-satelliti di Edapally, Kalamassery e Kakkanad, verso nord-est, Tripunithura a sud-est e un gruppo di isole abitate nella vicina laguna di Vembanad.
Il terreno è formato da grandi accumuli di sedimenti alluvionali; suoli idromorfici ad alto tasso di salinità si ritrovano anche nell'immediato entroterra, alle spalle dello stagno. Dal punto di vista naturalistico si tratta di un'area originariamente molto ricca, ma la forte presenza di attività antropiche ha fortemente compromesso il delicato equilibrio lacustre; per cercare di tutelare ciò che resta dell'ambiente originario, sono state create delle aree protette, tra cui il Mangalavanam Bird Sanctuary, a ridosso del centro della città. Le lagune interne, caratterizzate dalla presenza di mangrovie, sono anche l'habitat di alcune specie di delfini.

### Clima
La sua bassa latitudine fa sì che l'escursione termica stagionale sia minima. Le temperature raggiungono i livelli massimi durante i mesi di aprile e maggio, quando si possono registrare anche punte di 38 °C; nei primi giorni del mese di giugno, con l'arrivo del monsone di sud-ovest, apportatore di ingenti precipitazioni, le temperature subiscono un calo di oltre 10 gradi: le massime si stabiliscono intorno ai 27 °C, mentre il tasso di umidità supera spesso il 90-95%. Con l'esaurirsi del monsone, verso settembre, e la ripresa del cosiddetto monsone di ritorno (spirante da nord-est), si registrano le temperature più basse, le quali comunque difficilmente scendono al di sotto dei 20 °C, anche di notte. Le precipitazioni medie annue si aggirano mediamente sui 3500 mm, con una media annuale di 132 giorni piovosi.
| Dati rilevati tra il 1971 e il 2000 | Mesi | Mesi | Mesi | Mesi | Mesi  | Mesi  | Mesi  | Mesi  | Mesi  | Mesi  | Mesi  | Mesi | Stagioni | Stagioni | Stagioni | Stagioni | Anno    |
| Dati rilevati tra il 1971 e il 2000 | Gen  | Feb  | Mar  | Apr  | Mag   | Giu   | Lug   | Ago   | Set   | Ott   | Nov   | Dic  | Inv      | Pri      | Est      | Aut      | Anno    |
| ----------------------------------- | ---- | ---- | ---- | ---- | ----- | ----- | ----- | ----- | ----- | ----- | ----- | ---- | -------- | -------- | -------- | -------- | ------- |
| T. max. media (°C)                  | 31,7 | 31,9 | 32,5 | 32,9 | 32,3  | 30,1  | 29,3  | 29,3  | 30,0  | 30,6  | 31,2  | 31,8 | 31,8     | 32,6     | 29,6     | 30,6     | 31,1    |
| T. min. media (°C)                  | 22,6 | 24,0 | 25,3 | 25,9 | 25,7  | 24,1  | 23,7  | 23,9  | 24,2  | 24,1  | 24,0  | 23,1 | 23,2     | 25,6     | 23,9     | 24,1     | 24,2    |
| Precipitazioni (mm)                 | 23,3 | 25,9 | 30,8 | 94,8 | 282,8 | 705,8 | 593,6 | 403,1 | 279,6 | 320,3 | 174,9 | 43,2 | 92,4     | 408,4    | 1 702,5  | 774,8    | 2 978,1 |

Una curiosità astronomica: nelle giornate del 6 aprile e del 27 agosto, il Sole a mezzogiorno si presenta perfettamente allo zenit.

## Origini del nome
Vi sono varie teorie sull'origine del nome "Kochi", tutte da verificare. Una di queste, suggerisce l'idea che il nome moderno della città derivi dalla fusione delle parole malayalam Koch azhi, la "piccola laguna"; un'altra teoria, indica il nome come derivazione dal sanscrito Go shree, che significherebbe "ricco di vacche". Alcuni testi antichi si riferiscono al nome Balapuri (parola sanscrita che sta per "piccola città"), che in seguito si sarebbe evoluto in Cochin. Altre teorie sostengono che il nome sia stato dato dai commercianti del re cinese Kubilai Khan, in ricordo della loro terra natìa; alcuni studiosi affermano invece che derivi dalla parola Kaci, che significa "porto".
L'esploratore italiano Niccolò de' Conti (XIV secolo) riporta il nome Kochchi, riferendo inoltre che la città porta il nome del fiume che collega la laguna al mare aperto.
Dopo l'arrivo dei Portoghesi, il nome Cochin diventò quello ufficiale; nel 1996, il nome fu cambiato in Kochi, il quale, secondo i più, sarebbe maggiormente vicino alla tradizione malayalam. Tuttavia, ci si riferisce ancora diffusamente a questa città con il nome di Cochin.

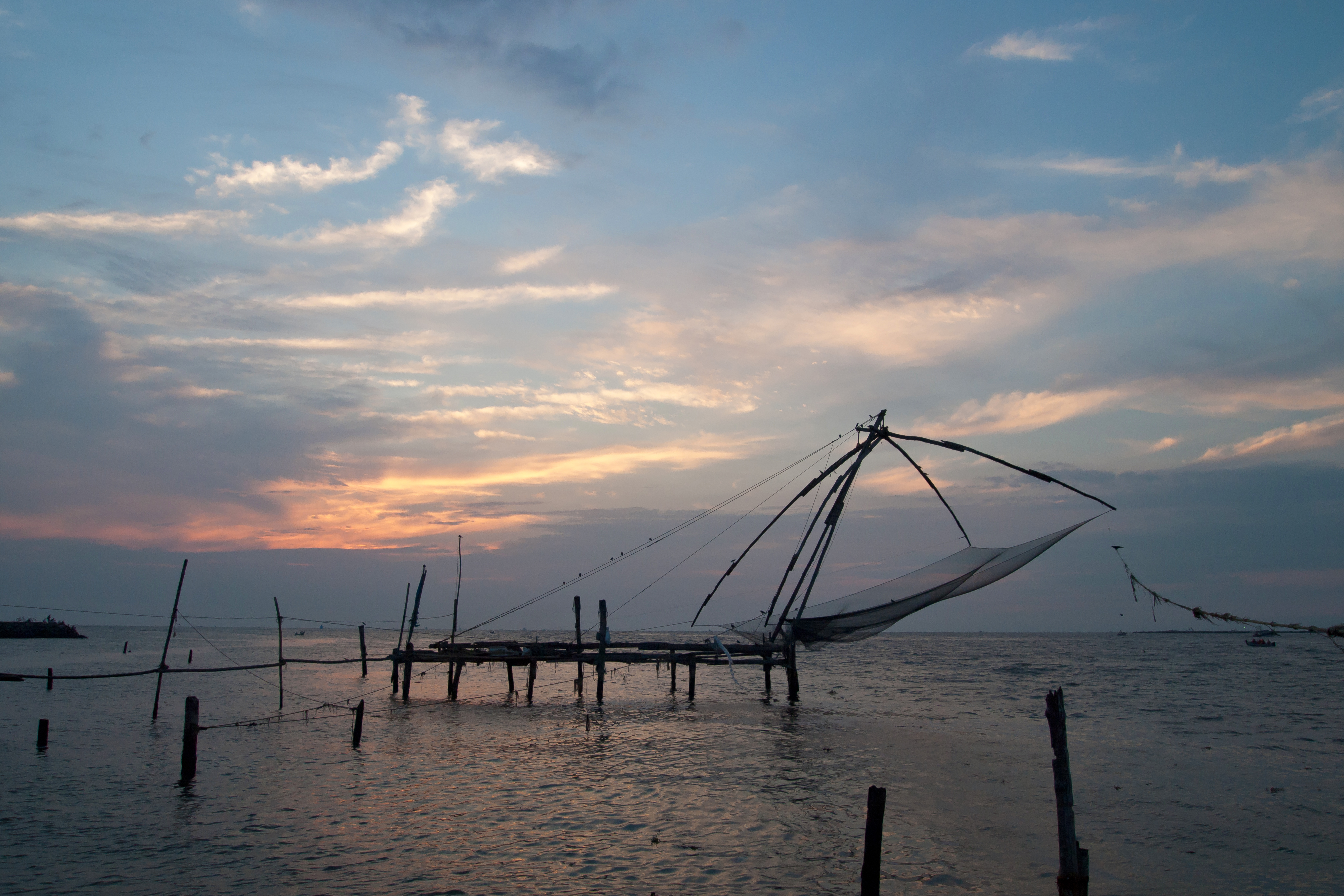
La Cheena Vala, una rete da pesca cinese; Kochi è l'unico luogo, al di fuori della Cina, in cui sono usate queste reti.

## Storia

### Origini e riferimenti storici
Kochi fu un notevole centro di commercio delle spezie fin dalle sue origini: era conosciuta in Europa sia dai Greci (che in India venivano chiamati Yavanas), sia dai Romani; vi erano rapporti commerciali pure con gli Ebrei e gli Arabi, ad occidente, e i Cinesi, ad est. Kochi sorse come importante centro di commercio soprattutto dopo la distruzione del porto di Kodungallur (Cranganore) ad opera di un'inondazione del fiume Periyar nel 1341; i primi riferimenti storici di questa città si ritrovano tra i manoscritti del commerciante cinese Ma Huan, durante la sua visita in città nel XV secolo. Altri importanti riferimenti ci giungono dal viaggiatore italiano Niccolò Da Conti, che visitò Kochi nel 1440.

### Dal Regno di Kochi al colonialismo
Il Regno di Kochi nacque nel 1102, dopo la caduta dell'impero di Kulashekara. Il re di Kochi controllava l'area in cui sorge la città, più i territorî che oggi fanno parte del Distretto di Ernakulam e di quello di Alappuzha; il trono veniva ereditato, e la famiglia che dominò su Kochi in quel periodo è conosciuta come Cochin Royal Family, o Perumpadappu Swaroopan. Il regno di Kochi rimase intatto, sebbene legato ai coloni europei, fino al Settecento; di fatto, dopo l'arrivo degli europei, il titolo di re di Cochin era solo nominale.

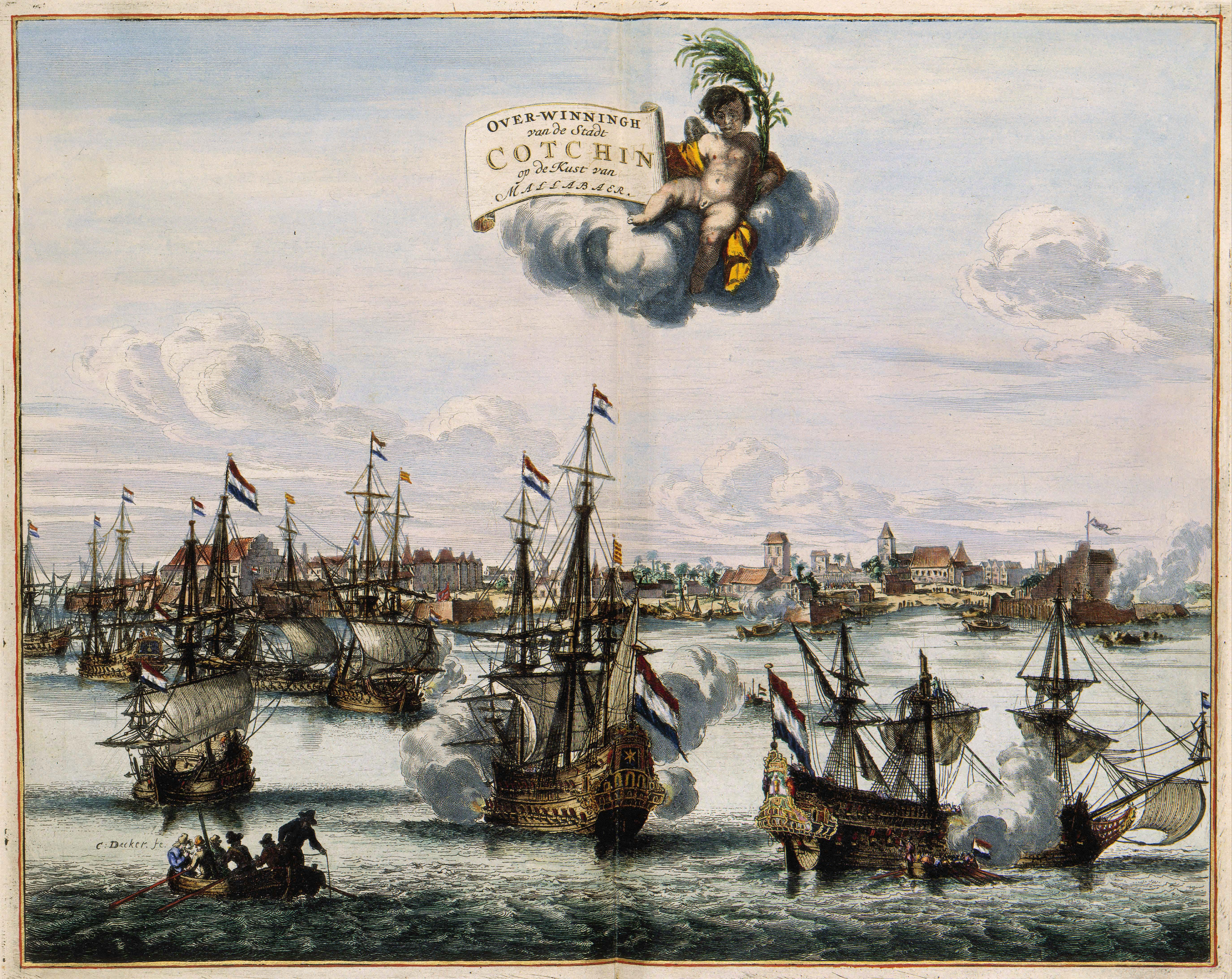
La conquista di Cochin da parte dei Portoghesi - di Rijckloff van Goens nel 1663. Atlas van der Hagen, 1682.

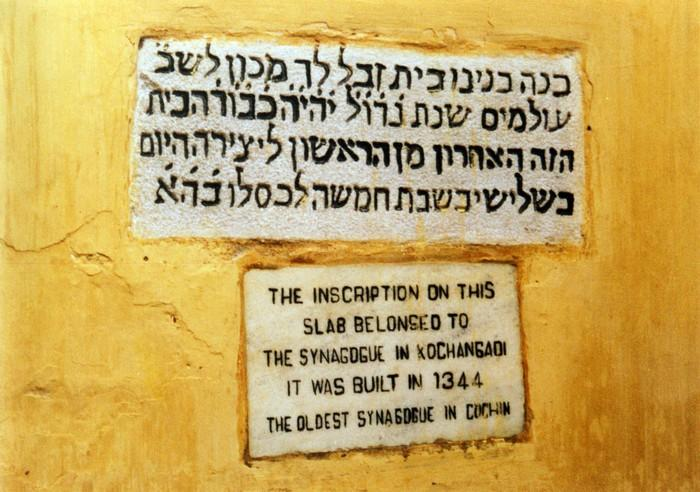
Iscrizioni in ebraico nella sinagoga Paradesi

Il Forte di Kochi fu la prima stazione coloniale europea in India. Dal 1503 a 1663, il territorio attorno al forte si trovò sotto il dominio dei Portoghesi: fu un periodo difficile sia per gli Ebrei insediatisi in città, sia per i nativi del luogo, in quanto vi era attiva l'Inquisizione. La città ospitò in quegli anni anche la tomba dell'esploratore Vasco de Gama, che fu sepolto nella S. Francis Church, dove rimase fino a quando, nel 1539, le sue spoglie furono traslate in Portogallo. Al dominio portoghese successe, nel 1663, quello degli olandesi, i quali si allearono con i sovrani di Kozhikode (gli Zamorins) per ottenerne il controllo.
Nel 1773, il re del Mysore, Hider Ali, riuscì ad ottenere il controllo sull'area ove sorge la città, strappando così ai coloni europei l'egemonia sulla costa del Malabar. Intanto gli olandesi, temendo una guerra civile in patria, firmarono un con il Regno Unito il Trattato anglo-olandese del 1814 che sanciva la cessione di Cochin agli inglesi, in cambio dell'isola di Bangka, posta presso Sumatra: uno scacchiere decisamente più strategico per gli interessi coloniali dei Paesi Bassi.
Nel 1866, il Cochin Fort divenne un municipio; la prima elezione del consiglio municipale fu condotta nel 1883. Il maharaja di Cochin, che regnava sotto il controllo britannico, iniziò l'amministrazione locale formando consigli cittadini sia a Mattancherry che ad Ernakulam, le due città più vicine. Nel 1925, fu concessa l'assemblea legislativa, a causa delle forti pressioni che i cittadini esercitavano sullo Stato.

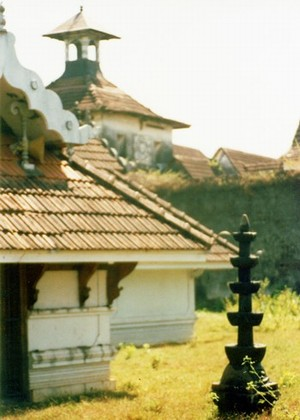
Il tempio adiacente al Mattancherry Palace

Verso l'inizio del Novecento, il volume commerciale legato alle attività portuali aumentò notevolmente, e si sentì il bisogno di adeguare le carenti strutture portuali dell'epoca alle nuove esigenze lavorative. L'ingegnere portuale Robert Bristow fu condotto in città dietro l'ordine di Lord Willingdon, futuro Governatore di Madras. Nel giro di 21 anni, Bristow trasformò il porto di Cochin nella più grande e sicura struttura operativa lungo la costa del Malabar, in grado di ospitare un gran numero di navi mercantili, che venivano caricate e scaricate con l'ausilio di una gru azionata a vapore.

### Dall'indipendenza ai giorni nostri
Nel 1947, l'India ottenne l'indipendenza dal dominio britannico; Cochin fu il primo Stato principesco ad esprimere l'adesione alla nascente federazione. Nel 1949, nacque lo Stato di Travancore-Cochin (o Thiru-Cochin), creato dalla fusione del Regno di Travancore (con capitale Trivandrum) con quello di Cochin: questa entità durò dal 1949 al 1956, quando il Government of India's States Reorganisation Act sancì la nascita dello Stato del Kerala, incorporandovi lo Stato Thiruv-Cochin ed escludendo il Distretto del Malabar, assegnato al Karnataka, e i quattro talukas (sottodistretti) a sud di Trivandrum, che rientrarono entro i confini del Tamil Nadu.
Il 9 luglio 1960, il consiglio di Mattacherry formalizzò una richiesta, inviata al governo del Kerala, di unire sotto un'unica associazione municipale le città di Cochin, Mattancherry ed Ernakulam; il governo, dopo uno studio approfondito sulla fattibilità del progetto, approvò la richiesta, e l'associazione fu formalmente creata il 1º novembre 1967, ad 11 anni esatti dalla creazione dello Stato del Kerala. A questa associazione si aggiunse l'isola di Willingdon, più le isole minori di Gundu e Ramanthuruth.
Dopo l'indipendenza dell'India, tuttavia, venne a mancare per la città la principale fonte di reddito, il prospero commercio con il Regno Unito; iniziò così un lungo periodo di stagnazione economica, terminato con le riforme economiche introdotte dal Governo Centrale durante gli anni novanta. Negli ultimi anni, anche l'attività portuale ha avuto un impulso alla crescita, trasformando Cochin, ormai divenuta Kochi, nel più grande e attivo porto del Kerala.
Nel suo porto è attraccata la petroliera italiana Enrica Lexie nel corso dell'incidente che provocato una controversia internazionale tra Italia e India.

## Monumenti e luoghi d'interesse

### Architetture religiose
Mandir

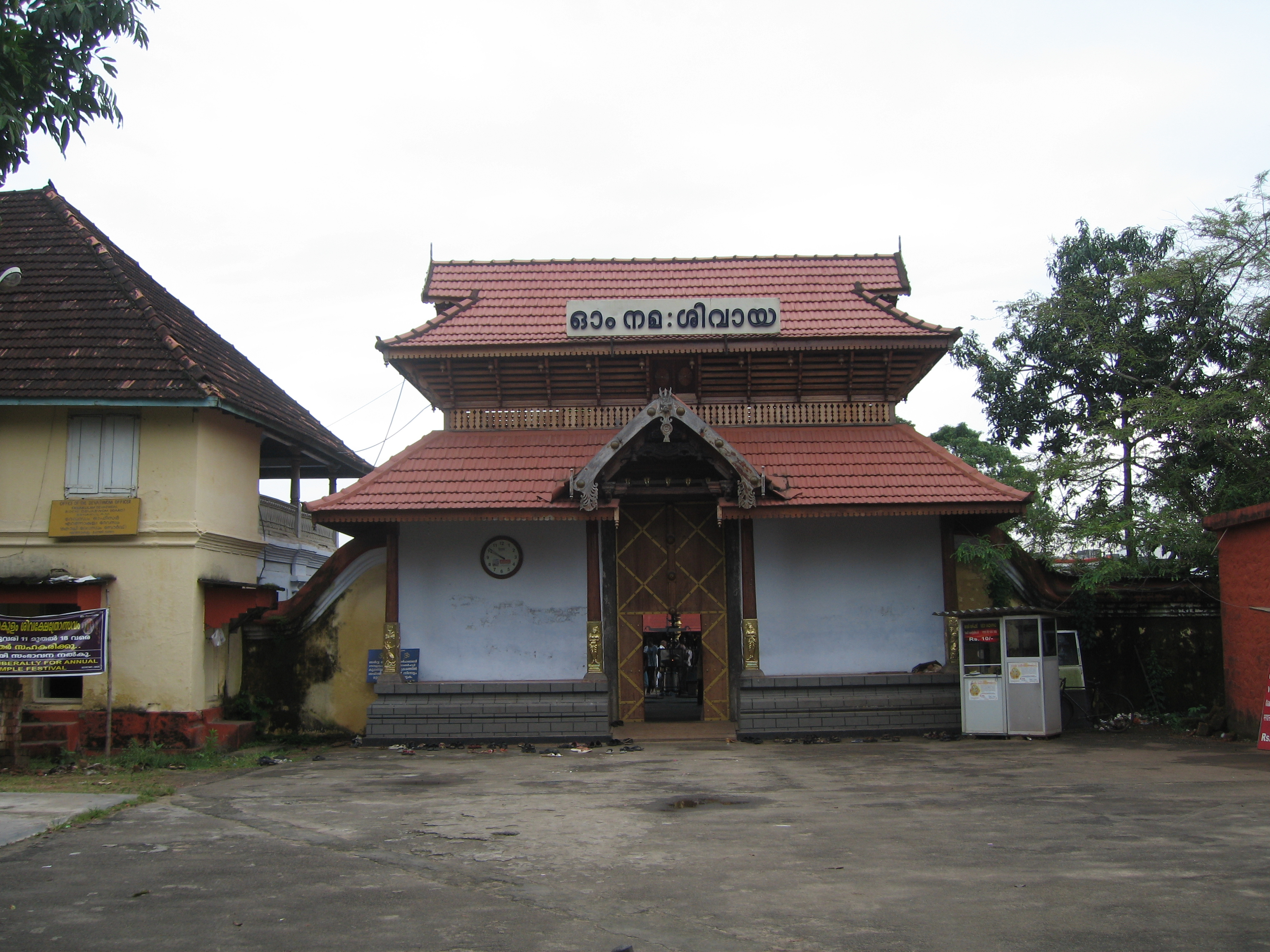
Il tempio Ernakulat, dedicato a Shiva.

Diversi sono i Mandir, i templi induisti, a Kochi. Uno dei più importanti è il Ernakulam Shiva, dedicato a Shiva e situato a Ernakulam, nella parte orientale della città. Altri templi maggiori sono il Ettumanoor Shiva, il Chottanikkara, il Kaduthuruthy e il Poornathrayesa. A differenza che in altre zone dell'India, nel Kerala in passato hanno convissuto pacificamente diverse religioni, tuttavia con l'afflusso del turismo occidentale degli ultimi decenni in alcuni templi è stato posto il divieto di entrata agli stranieri.
Chiese

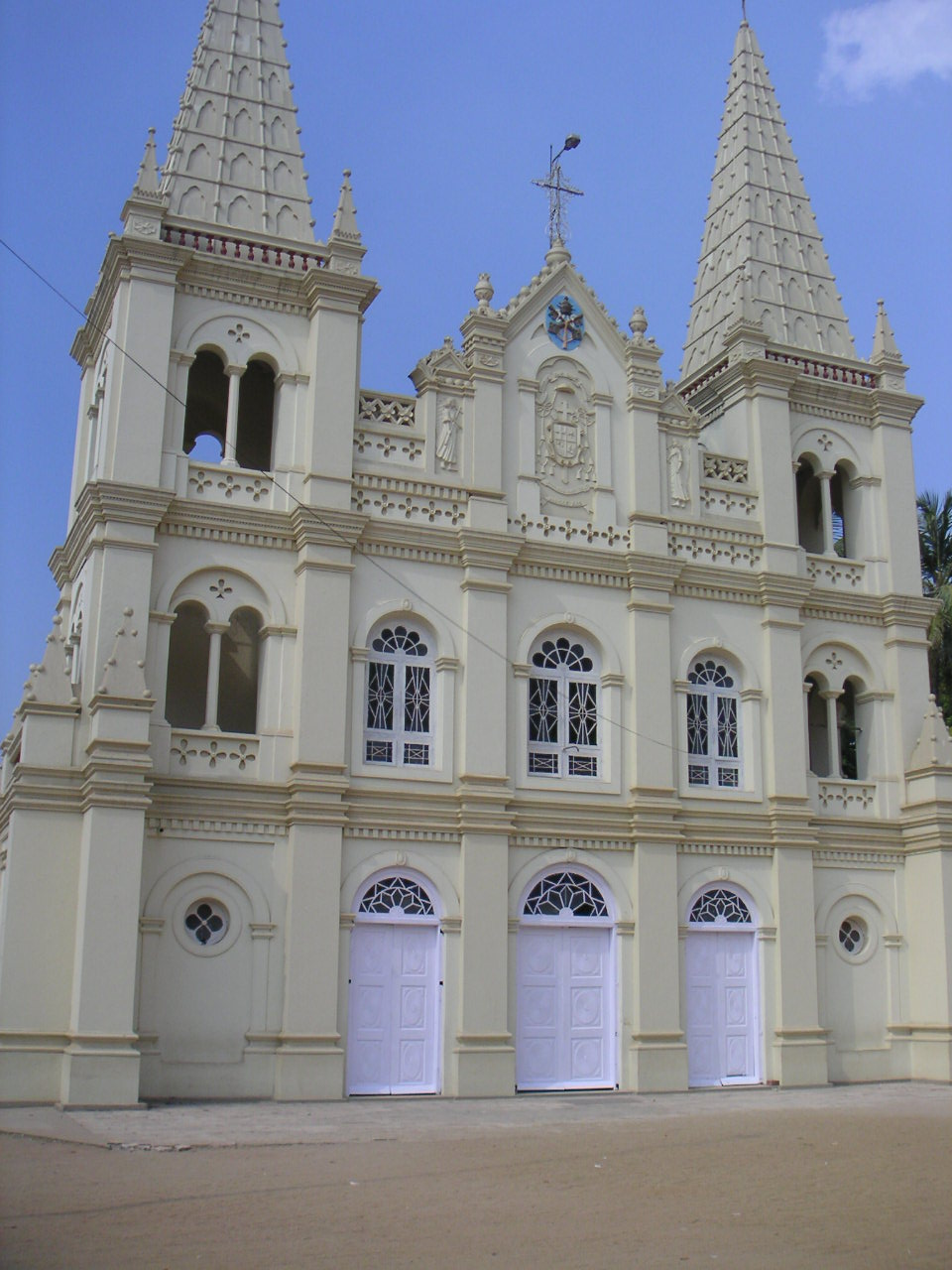
La Cattedrale di Cochin

Con l'arrivo degli europei nel passato, furono costruite alcune chiese cristiane, come la Basilica di Santa Croce. I lavori di costruzione iniziarono nel dicembre del 1500 con l'arrivo della flotta di Pedro Álvares Cabral, uno degli esploratori portoghesi che pochi mesi prima era sbarcato, per la prima volta, in Brasile. Nel 1564, con la creazione della Diocesi di Cochin, la Basilica fu consacrata Cattedrale da Papa Paolo IV. Gli olandesi arrivarono nel 1663 e distrussero tutti gli edifici cattolici, con l'eccezione della Chiesa di San Francesco e della Basilica, che in seguito usarono come loro magazzino di armi. Tuttavia, quando i britannici conquistarono Kochi nel 1795, la Chiesa venne totalmente demolita. 100 anni dopo, su iniziativa dei vescovi portoghesi della Diocesi di Kochi, João Gomes Ferreira e Mateus de Oliveira Xavier, la chiesa venne ricostruita, e nel 1905 fu consacrata da Sebastião José Pereira, vescovo di Daman.

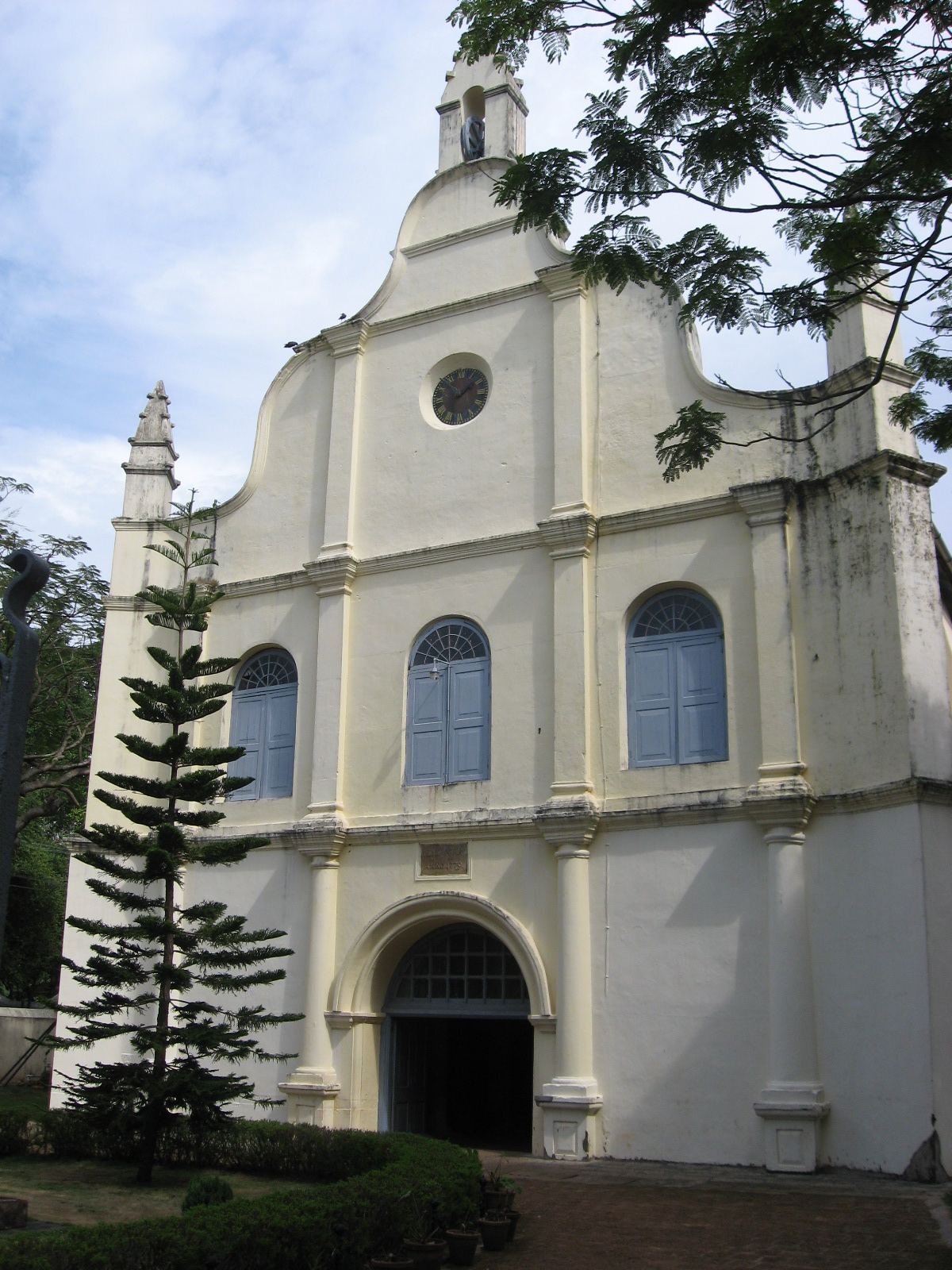
La Chiesa di San Francesco.

Altro importante edificio di culto cristiano è la Chiesa di San Francesco, eretta nel 1503 dai portoghesi e che rappresenta la più vecchia chiesa d'India. Qui fu inizialmente sepolto l'esploratore Vasco da Gama, che morì durante il suo terzo viaggio in India e la cui salma fu poi rimpatriata in Portogallo 14 anni dopo. La chiesa rimase sotto l'Ordine francescano fino all'arrivo degli olandesi, che la convertirono nella loro chiesa, come fecero gli inglesi al loro arrivo, convertendola in una chiesa anglicana. Dichiarato monumento protetto nel 1923, la chiesa divenne poi parte della Chiesa dell'India del Sud.
Importante meta di pellegrinaggio è la Chiesa di Santa Maria, o Basilica of Our Lady of Vallarpadam, costruita nel 1524 da missionari portoghesi, e la Chiesa di San Giorgio, situata a Edappally, a una decina di chilometri dal centro di Kochi.
Sinagoga

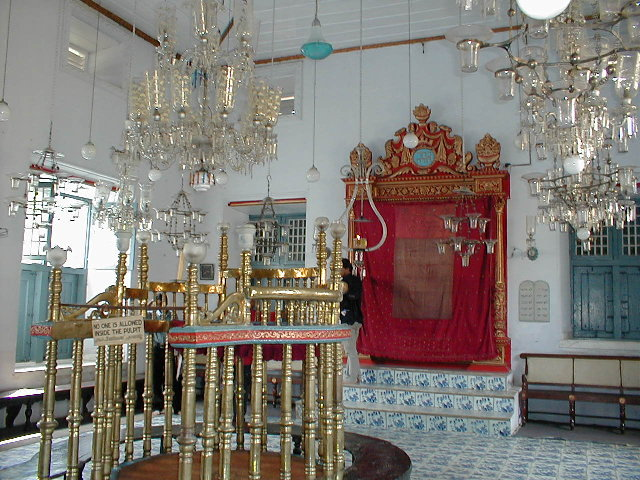
Interno della sinagoga di Kochi

Un importante edificio storico a Kochi è la Paradesi Synagogue, la più antica sinagoga attiva dei paesi del Commonwealth. Situata nel quartiere ebraico, fu costruita nel 1568, il pavimento è formato da centinaia di piastrelle di porcellana cinesi del XVII secolo dipinte a mano, e al suo interno si trovano diverse corone d'oro, lampadari in vetro belgi, e, tra le altre cose, un tappeto orientale annodato a mano, dono di Hailé Selassié, l'ultimo imperatore etiope. Nei pressi della sinagoga è presente anche un museo che mostra la storia degli ebrei nel Kerala.

### Architetture civili

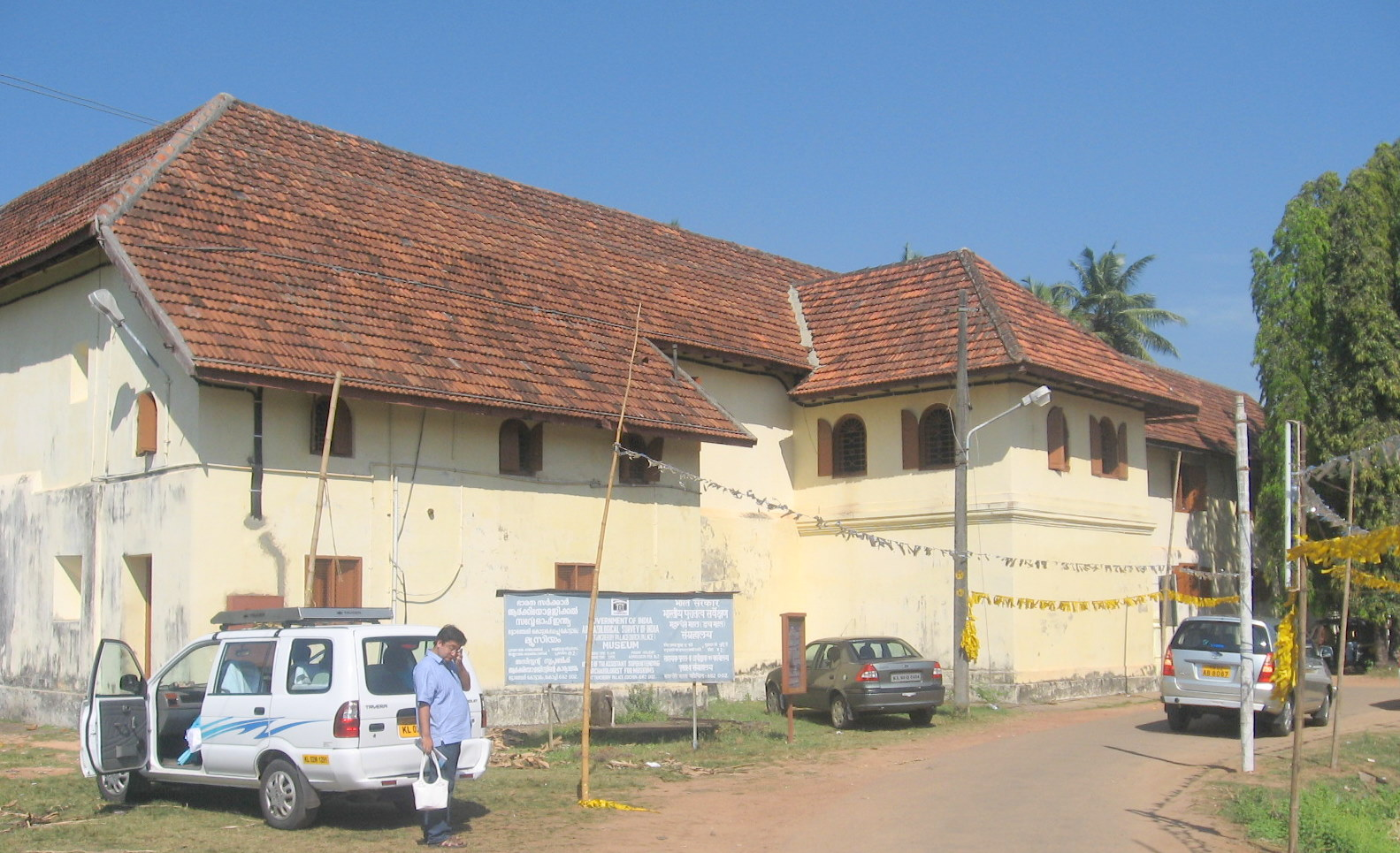
Il Dutch Palace

- Dutch Palace (Palazzo degli olandesi), o Mattancherry Palace: costruito dai portoghesi nella metà del XVI secolo, fu poi rimodernato dagli olandesi dopo il 1663, e successivamente alcuni miglioramenti furono fatti anche da Raja di Cochin. La sua caratteristica è di ospitare dipinti mitologici tra i più importanti in India. Il pavimento, dall'aspetto simile al marmo nero lucido, è in realtà costituito da una miscela di vari elementi, tra cui gusci di cocco, calce, carbone, albume ecc.[37]

### Architetture militari
- Forte Pallipuram: struttura esagonale costruita in laterite dai portoghesi nel 1502, si tratta della più antica fortificazione europea in India. Nel 1661 venne conquistato dagli olandesi, e nel 1789 fu venduta al Regno di Travancore. Dal 1964 è sotto la protezione del Dipartimento di archeologia dello Stato del Kerala.[38]

## Società

### Evoluzione demografica
Nel 2011, Kochi aveva una popolazione di 602 046 abitanti, con una densità di 6 859 abitanti per km². Il rapporto tra i sessi è di 1 027 donne per 1 000 uomini, in sintonia con l'indice medio del Kerala, ma elevato rispetto a quello medio dell'India, che è di 933:1 000. La percentuale di alfabetizzazione in città è del 97,36%, con differenze minime tra i due sessi.
Al censimento del 2011 la popolazione di Kochi era composta di 296 949 maschi e 305 097 femmine. I bambini di età inferiore o uguale ai sei anni assommavano a 55 138, dei quali 28 185 maschi e 26 953 femmine. Infine, coloro che erano in grado di saper almeno leggere e scrivere erano 264 067 maschi e 268 425 femmine. In base al numero di abitanti la città rientra nella classe I (da 100 000 persone in su).

### Religione

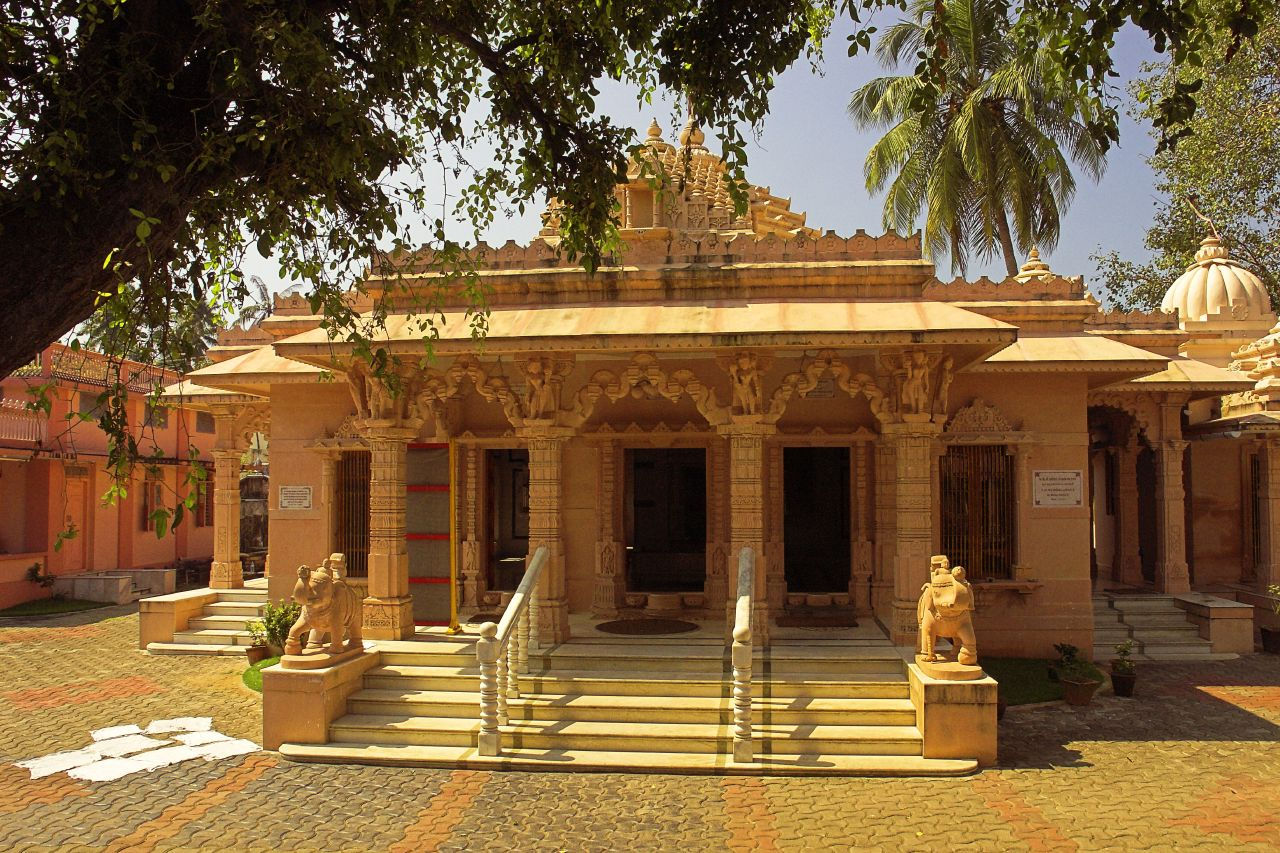
Un tempio induista a Fort Cochin

La religione più praticata è l'Induismo, seguita dal Cristianesimo (nella sua forma del Cattolicesimo) e dall'Islam. Tra le minoranze si trova il Buddhismo. Sebbene il 44% dei cittadini segua la religione induista, il Cristianesimo, dovuto in gran parte all'influenza dei Portoghesi, annovera qui una delle più grandi comunità dell'India. La maggioranza delle persone parlano il malayalam, la lingua nazionale del Kerala; in minima parte è parlato pure il Tamil, e il Gujarati. L'hindi è praticamente assente, mentre quasi tutti capiscono e sono in grado di parlare l'inglese, che è la seconda lingua più diffusa dopo il malayalam.

### Qualità della vita

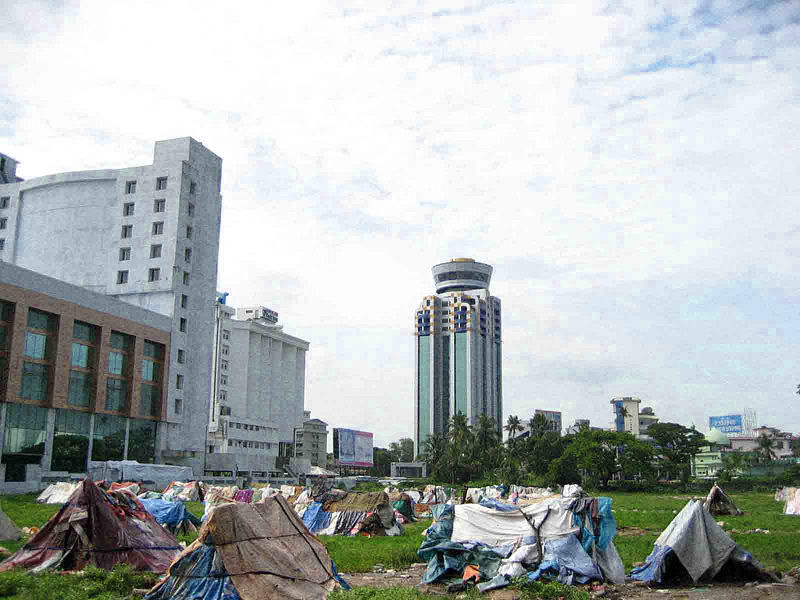
Baraccopoli alla periferia della città.

Come molte città in rapida crescita nei Paesi in via di sviluppo, Kochi affronta problemi di urbanizzazione notevoli, come la scarsità di igiene e la disoccupazione. Dal 1998 al 2003, la popolazione registrò un aumento del tasso di disoccupazione, che passò dal 14,8% al 24,5%.

La scarsità di acqua potabile è un altro grave problema nella città; la situazione è inoltre aggravata dal crescente inquinamento dovuto alla nascita di numerose industrie. Il fenomeno delle baraccopoli (slums), scarsamente presente nelle altre città del Kerala, qua è particolarmente grave e diffuso. In relazione a tutto ciò, Kochi ha un'elevata percentuale di suicidi, con 32 casi di suicidio per lakh (1 lakh = 100.000), tre volte più alto della media nazionale, che si stabilizza sull'11,2 per lakh. Secondo il National Crime Records Bureau, la città ha pure una delle più alte percentuali di criminalità; nonostante ciò, un esame curato dal periodico The Week, ha indicato che la città ha un bassissimo indice di violenza contro le donne.

## Cultura

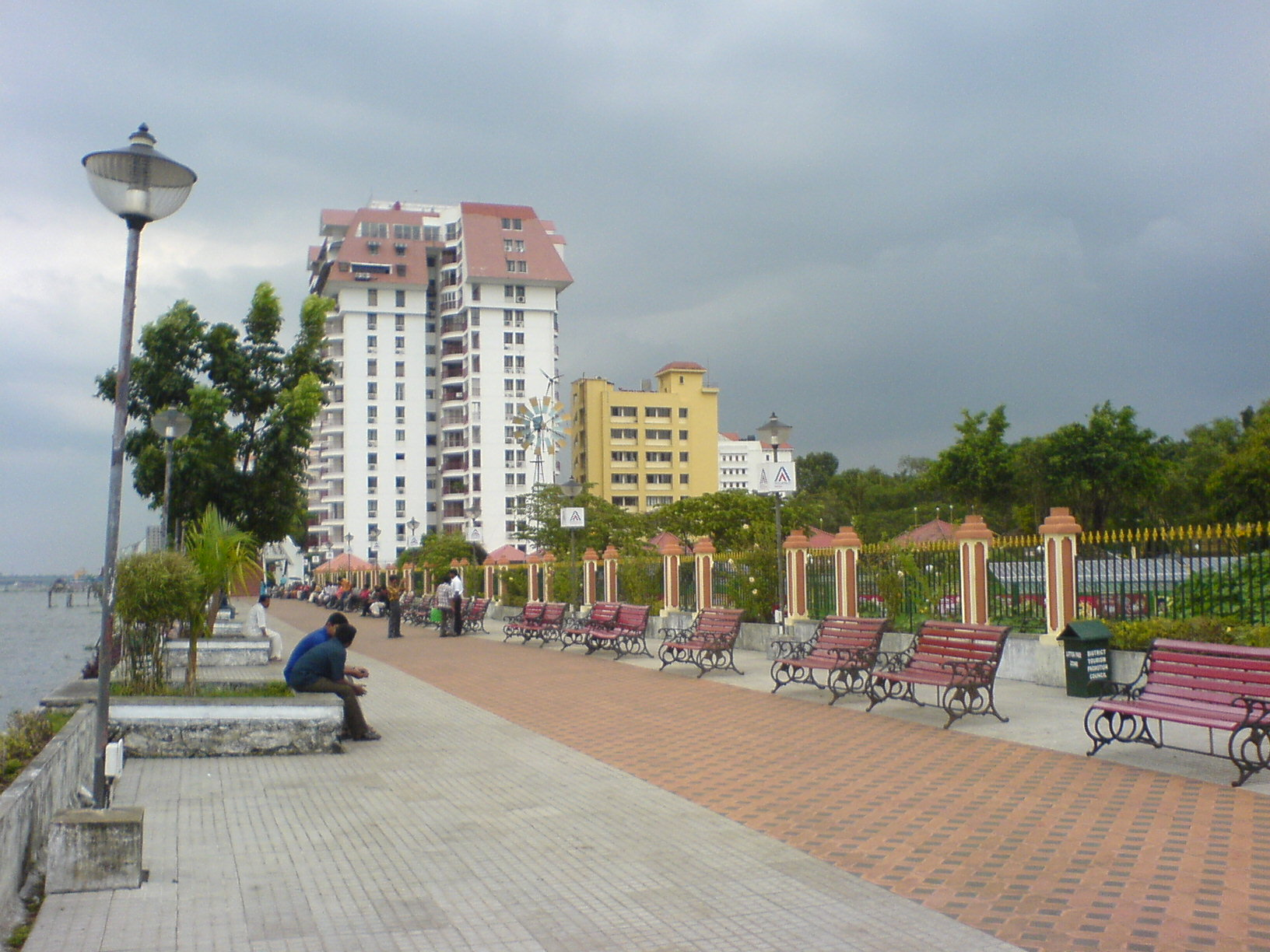
La Passeggiata di Marine Drive, ad Ernakulam

Avendo subito nel corso dei secoli frequenti e massicce ondate migratorie, la popolazione urbana è una miscelanza di persone provenienti da ogni angolo del Kerala, nonché da molti posti dell'India; la natura pan-indiana è accentuata dalle diverse comunità etniche provenienti da diverse parti del Paese. Kochi ha dunque una comunità variopinta, multiculturale, formata da Hindu, Musulmani e Cattolici, i quali convivono, come in tutto il Kerala, pacificamente. La città aveva pure una grande comunità di Ebrei, nota in passato col nome di Malabar Yehuden e attualmente come Cochin Jews, ben integrata nelle questioni economiche della città. Ogni comunità religiosa celebra le proprie feste, rispetta e partecipa alle feste delle altre religioni, e tutte le comunità celebrano grandiosamente le due feste tradizionali del Kerala (di origine induista): Onam, durante la fine di agosto, e Vishu. Durante la fine di dicembre, a Fort Kochi, si celebra un festival noto come il Carnevale di Kochi.
I residenti di Kochi sono noti come Kochiites; nonostante la cultura Kochiita sia una delle più importanti e rappresentative dell'India del Sud, tende sempre più al cosmopolitismo, anche nell'abbigliamento, dove i cittadini tendono ad abbandonare il modo di vestire tradizionale in favore di un modello occidentale.
La cucina tipica è quella Keralita, caratterizzata dall'uso diffuso della noce di cocco, a cui si aggiunge l'abbondante uso di spezie. Sia la cucina del Nord India, sia quella cinese, sia quella del fast food, stanno entrando sempre più nell'uso comune.
Molti letterati in lingua malayalam sono originari di Kochi: tra questi, Changampuzha Krishna Pillai, Kesari Balakrishna Pillai, G. Sankara Kurup e Vyloppilli Sreedhara Menon.
Il cricket e il calcio sono gli sport più popolari, seguiti dagli abitanti con grande fervore ed entusiasmo. Il Jawaharlal Nehru International Stadium è uno dei più grandi stadi multiuso dell'India.

### Istruzione

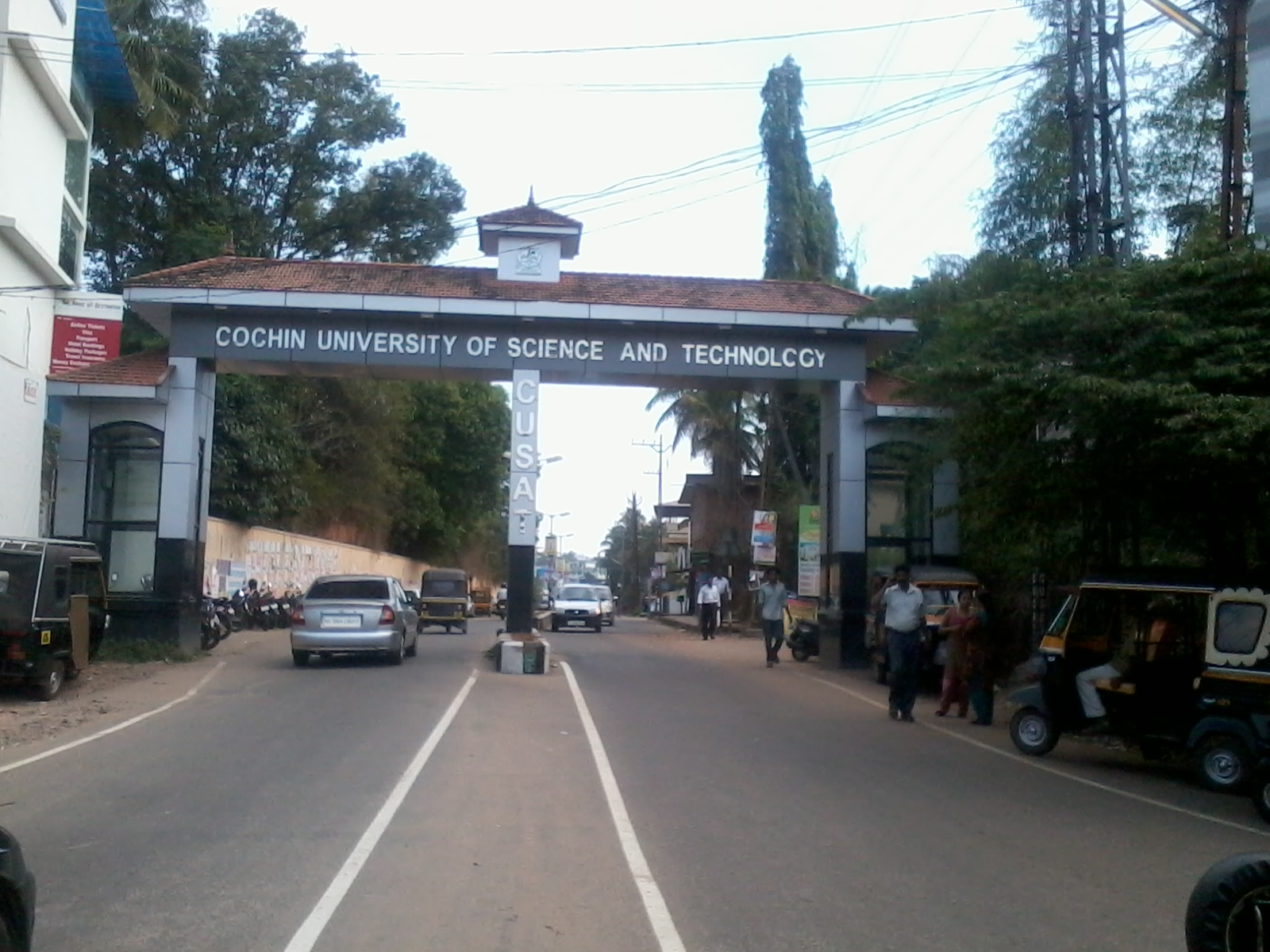
L'Università di Scienza e Tecnologia di Kochi.

Le scuole e le università sono amministrate dal Governo e da privati. Tutti gli istituti sono certificati dall'Indian Certificate of Secondary Education (ICSE), dal Central Board for Secondary Education (CBSE), o dal Kerala State Education Board. L'Inglese è la lingua in cui vengono svolte le lezioni nelle scuole private, mentre la scuola pubblica prevede l'insegnamento sia in inglese sia in malayalam. Dopo aver completato 10 anni di studio, gli studenti possono accedere alla Secondary High School, poi all'università.
La Cochin University è situata all'interno della città; tra le altre istituzioni di studi avanzati, vi sono il Central Institute of Fisheries Nautical and Engineering Training, la National University of Advanced Legal Studies, il National Institute of Oceanography ed il Central Marine Fisheries Research Institute.

### Mezzi di comunicazione di massa
Le maggiori testate giornalistiche in Malayalam pubblicate a Kochi sono il Malayala Manorama, il Mathrubhumi, il Deshabhimani, il Deepika, il Kerala Kaumudi e il Veekshanam. Tra i giornali in Inglese, il più popolare è The Hindu, seguito a ruota dal The New Indian Express e dal The Pioneer. Altri giornali sono pubblicati in lingua Hindi, Tamil e Telugu.
Molte riviste prettamente economiche sono in rapida diffusione: tra queste, vanno citate The Economic Times, Business Line, The Business Standard e The Financial Express. Tra le testate a sfondo religioso, vi sono il Sathyadeepam, The Week e Vanitha. Le principali reti televisive con sede a Kochi sono Asianet Cable Vision, India Vision, Kairali TV, Jeevan TV, Amrita TV, JaiHind TV e Manorama News, più diversi canali via satellite. In città sono presenti 20 sale cinematografiche, che proiettano film in malayalam, tamil, inglese e hindi; ogni anno si tiene pure un festival cinematografico.
Kochi ha la densità più alta di telefoni in India; servizi di telefonia sono offerti da vari gestori, tra i quali Airtel, Idea cellular, Vodafone, Reliance Infocomm, Tata Indicom e il gestore di Stato BSNL.

## Geografia antropica

### Urbanistica

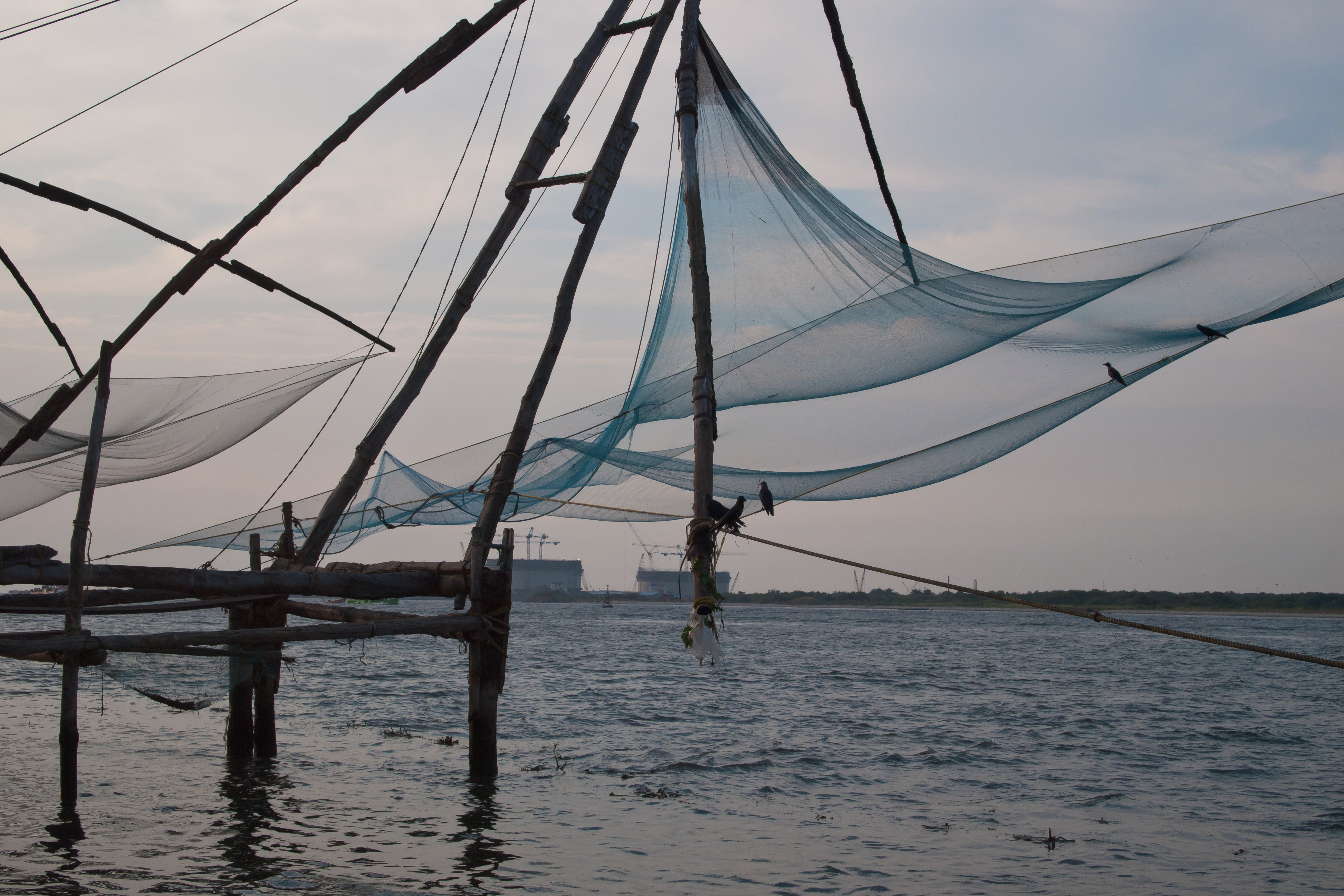
Le reti da pesca cinesi, a Kochi

L'antica città di Kochi è caratterizzata dalla presenza, sul lato occidentale, di imponenti fortificazioni (il Fort Cochin). Sull'estremità settentrionale, a ridosso del forte, si trovano le Chinese Fishing Nets, ossia le reti da pesca caratteristiche della Cina, importate in India diversi secoli fa dai commercianti dell'estremo oriente. La gran parte delle attrattive e degli alberghi si trova sul lato ovest della città, tra la River Rd, la Cheralai Rd e la Calvathi Rd. Le strade del centro sono strette e, tra un isolato e l'altro, si aprono numerosi parchi e giardini. A sud, una strada di scorrimento collega Kochi con l'entroterra, in particolare con il settore di Ernakulam.
Ernakulam è invece la parte recente della città: le strade sono ampie e la loro geometria regolare; la via principale è la Mahatma Gandhi Rd, che attraversa la città in senso nord-sud, sulla quale si trovano numerosi servizi, dagli alberghi ai ristoranti, dagli ospedali allo stadio. Il tratto costiero è caratterizzato dalla presenza di parchi urbani.

## Economia
Kochi è la capitale economica del Kerala, in quanto a volume d'affari; nonostante ciò, a differenza di altre grandi città indiane, l'industrializzazione è avvenuta molto lentamente. Negli ultimi anni, la città ha reagito alla grave stagnazione economica con un gran numero di investimenti, diventando così la seconda grande metropoli dello Stato, dopo la sua capitale. La sua economia odierna è fortemente incentrata sul settore terziario, in particolare sulla vendita di oro, prodotti tessili e frutti di mare, nonché sull'esportazione di spezie e tecnologia informatica (IT). Oltre a ciò, va aggiunto il notevole afflusso di capitale legato al turismo. L'attività tradizionale di vendita al dettaglio è tuttora presente. Come per la gran parte delle città del Kerala, cospicue entrate di capitale giungono anche dagli investitori stranieri o di indiani non residenti.

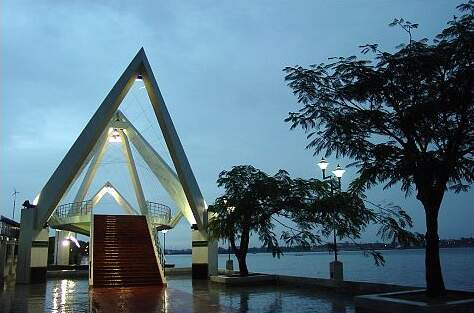
Il chinese fishing net bridge, nei pressi del porto pescherecci

Kochi è considerata un'interessante piazza di investimento anche per le società di tecnologie informatiche, al punto che è stata classificata come la seconda città più attraente dell'India per le aziende operanti in questo settore. Sia il governo che le principali università tecnologiche hanno promosso la nascita di diverse attività, come l'InfoPark, il Cochin Special Economic Zone e il KINFRA Export Promotion Industrial Park, le cui sedi si trovano alla periferia della città. Sono in via di ultimazione altre attività, tra le quali laboratori di ricerca e di bio-tecnologia, nonché industrie per lo sviluppo di tecnologie informatiche: tra queste ultime, in particolare il Sobha Hi-Tech city e lo SmartCity sono considerati due tra i più grandi progetti d'investimento dello Stato.
Il polo industriale di Eloor, 17 km a nord della città, è il più grande del Kerala, con più di 250 industrie che fabbricano prodotti chimici e petrolchimici, insetticidi, fertilizzanti e lavorati in cuoio.
A Kochi vi è la sede centrale del Southern Naval Command, il centro di addestramento più importante della Marina Militare Indiana; a ciò si aggiunge il Cochin Shipyard, uno dei più grandi cantieri navali dell'India. Il porto dei pescherecci più grande del Kerala si trova a Thoppumpady, nei pressi della città: il pescato converge in quest'area, dove poi viene esportato anche fuori dai confini nazionali indiani.
Le esportazioni, favorite dagli impianti portuali, costituiscono una buona parte degli introiti economici; oggetto di esportazione sono in particolare le spezie e il pepe nero. Ad Ambalamugal è presente inoltre una raffineria petrolifera, la Kochi Refineries Limited (KRL).

## Infrastrutture e trasporti

### Mobilità urbana

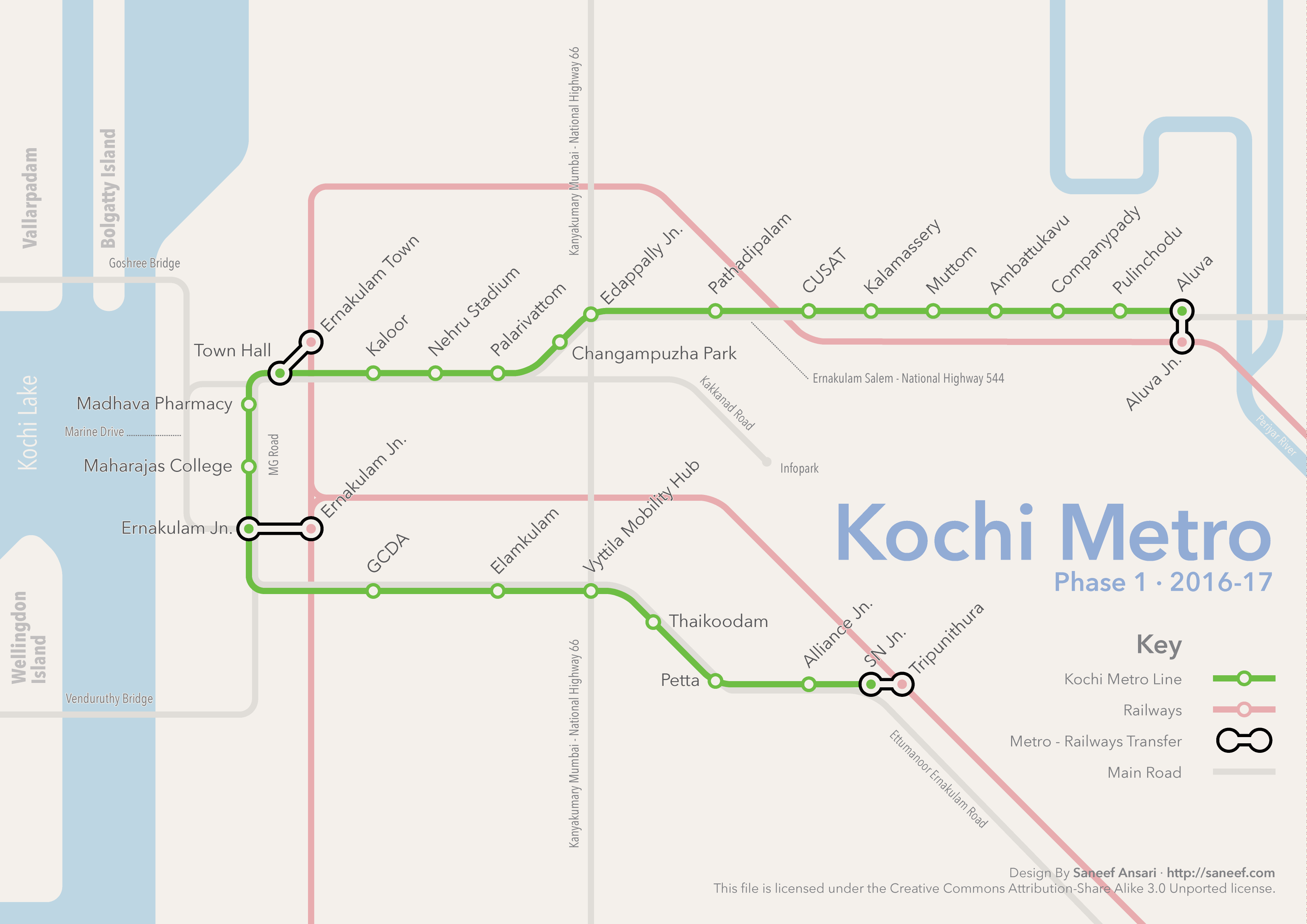
Mappa che mostra le linee della futura metropolitana di Kochi

Il trasporto pubblico su autobus nella città è gestito da società private; taxi ed autorisciò sono disponibili in tutta la città a tutte le ore del giorno. La esigua larghezza delle strade e la grande varietà dei veicoli in circolazione, creano dei seri problemi alla viabilità urbana, con conseguente intasamento delle arterie principali. È in fase di costruzione una metropolitana che consenta di attraversare la città riducendo i tempi di percorrenza, e che dovrebbe essere terminata nel 2016.

### Strade
L'arteria più importante di Kochi è il North–South Corridor, che fa parte del sistema autostradale indiano e dal sud dell'India arriva fino all'estremo nord, a Srinagar. Dello stesso Corridor fa parte la National Highway 544, che collega Kochi a Salem via Coimbatore, Palakkad e Thrissur. L'intero tratto della NH 544 è a quattro corsie, che diventano sei in alcuni tratti.
Altre importanti strade nazionali sono la NH 66, la NH 85 e la 966A. Altre importanti strade sono amministrate dallo Stato del Kerala, come la SH 41, Sh 63 e SH 66, mentre tra le più importanti arterie cittadine c'è la Mahatma Gandhi Road, costruita nel 1923 e che si snoda lungo la costa di Kochi.

### Porti
Grazie alla grande sicurezza dei suoi impianti portuali, Kochi è classificata come uno dei porti marittimi maggiori di tutta l'India. Il porto, amministrato da un corpo autonomo di Stato noto come Cochin Port Trust, gestisce sia l'imponente traffico mercantile, sia il settore passeggeri, con diverse linee attive sia per le Laccadive, sia per le Maldive, senza contare la città di Colombo.

### Aeroporti

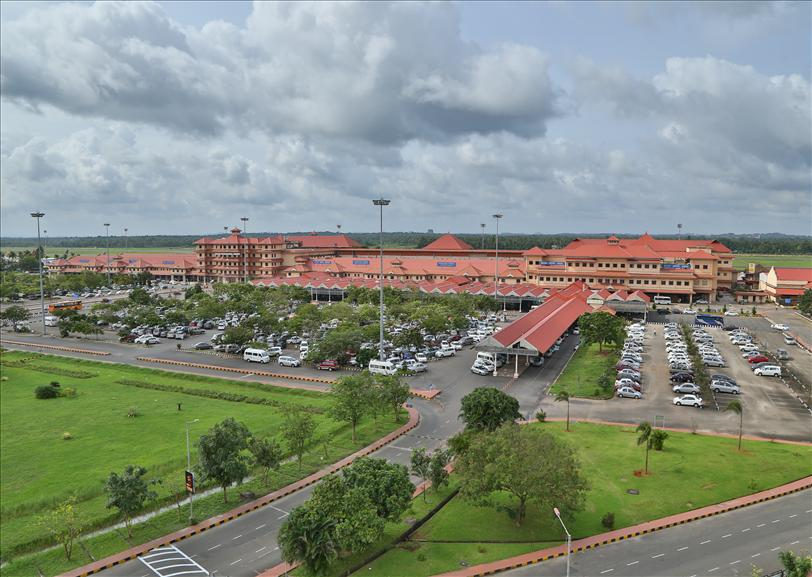
L'Aeroporto Internazionale di Kochi.

L'Aeroporto Internazionale di Cochin si trova 25 km a nord della città, e gestisce sia voli nazionali che internazionali; insieme a quello di Thiruvananthapuram, è il maggiore portale d'accesso allo Stato indiano del Kerala. Fu il primo aeroporto ad essere stato costruito senza l'ausilio di fondi stanziati dal Governo Centrale.

### Ferrovie
Nell'area urbana non vi è servizio ferroviario per il trasporto passeggeri; le uniche linee attive sono quelle extraurbane (inter-city), amministrate dalla Southern Railway division of the Indian Railways (Divisione delle Ferrovie Meridionali). Due sono le stazioni principali: la Ernakulam Junction e la Ernakulam Town, conosciute in città rispettivamante coi nomi di South station (stazione sud) e North station (stazione nord).
La stazione sud è una delle più trafficate stazioni ferroviarie del sud dell'India, con oltre 128 treni che arrivano e ripartono quotidianamente. La stazione nord è rivolta maggiormente ai servizi di lunga distanza che non passano per la stazione sud, ed è anche una stazione di sosta supplementare per molti treni.

## Amministrazione civica
La città è amministrata dall'associazione municipale Kochi Corporation, capeggiata dal sindaco. Per scopi amministrativi, la città è suddivisa in 74 dipartimenti (simili alle circoscrizioni italiane), dai quali i membri del consiglio della Municipalità vengono eletti per 5 anni. La sede della Corporation si trova ad Ernakulam, in cui hanno sede anche gli uffici del Distretto, mentre sedi separate si trovano a Kochi, Mattancherry, Palluruthi, Edapally, Vaduthala e Vyttila; dell'amministrazione generale della città si occupa il Consiglio di Sezione. Altri reparti sono specializzati nella cura dell'economia, della salute, delle pianificazioni urbane. L'associazione è anche responsabile dell'approvvigionamento idrico e della gestione delle acque reflue. L'elettricità è fornita dalla Kerala State Electricity Board.
La Greater Cochin Development Authority (GCDA) è un'agenzia statale che segue lo sviluppo dell'area metropolitana di Kochi. La Kochi City Police, la polizia cittadina, è capeggiata da un commissario; possiede diverse ramificazioni, tra le quali la Polizia Stradale, la squadra narcotici e una forza armata ausiliaria. Un ramo anti-corruzione opera anche oltre i limiti cittadini. A Kochi vi ha pure sede l'Alta Corte del Kerala, il più alto corpo giurisdizionale dello Stato, la quale ha anche giurisdizione sul territorio delle isole Laccadive.